# Centruchoides
Centruchoides är ett släkte av insekter. Centruchoides ingår i familjen hornstritar.
Kladogram enligt Catalogue of Life:
| Centruchoides | \| \| Centruchoides laticornis \| \| \| \| \| \| Centruchoides oppugnans \| \| \| \| |
|               | \| \| Centruchoides laticornis \| \| \| \| \| \| Centruchoides oppugnans \| \| \| \| |
|               | Centruchoides laticornis                                                             |
|               |                                                                                      |
|               | Centruchoides oppugnans                                                              |
|               |                                                                                      |